# Sclerophrys chudeaui
Espèce
Synonymes
- Bufo chudeaui Chabanaud, 1919
- Amietophrynus chudeaui (Chabanaud, 1919)

Statut de conservation UICN

 DD  : Données insuffisantes
Sclerophrys chudeaui est une espèce d'amphibiens de la famille des Bufonidae.

## Répartition
Cette espèce est endémique du Mali. Elle n'est connue que de sa localité, le marais de Bata, placé de manière erronée au Sénégal par Chabanaud en 1919.

## Description
Sclerophrys chudeaui mesure de 12 à 13 mm.

## Étymologie
Cette espèce est nommée en l'honneur de René Chudeau (1864-1921).

## Publication originale
- Chabanaud, 1919 : Description d'une espèce nouvelle de Batracien du Sénégal. Bulletin du Muséum national d'Histoire naturelle de Paris, vol. 25, p. 454-455 (texte intégral).